# 1874
1874 (MDCCCLXXIV) je bilo navadno leto, ki se je po gregorijanskem koledarju začelo na četrtek, po 12 dni počasnejšem julijanskem koledarju pa na torek.

## Rojstva
- 2. februar - Jožef Sakovič, prekmurski pisatelj, borec za prekmurski jezik († 1930)
- 18. marec - Nikolaj Aleksandrovič Berdjajev, ruski filozof († 1948)
- 29. marec - Rudolf Maister, slovenski pesnik, vojskovodja († 1934)
- 9. maj - Howard Carter, britanski arheolog († 1939)
- 25. julij - Sergej Vasiljevič Lebedjev, ruski kemik († 1934)
- 28. julij - Ernst Cassirer, nemški filozof judovskega rodu († 1945)
- 22. avgust - Max Scheler, nemški filozof († 1928)
- 27. avgust - Carl Bosch, nemški kemik, inženir († 1940)
- 4. oktober - Franc Berneker, slovenski kipar († 1932)
- 26. oktober - Thomas Martin Lowry, angleški fizikalni kemik († 1936)

## Smrti
- 17. januar - Čang in Eng Bunker, siamska dvojčka (* 1811)
- 8. februar - David Friedrich Strauss, nemški teolog in biblicist (* 1808)
- 28. marec - Peter Andreas Hansen, dansko-nemški astronom (* 1795)